# Pablo Larios
Pablo Larios (31. července 1960 Zacatepec de Hidalgo – 30. ledna 2019 Puebla) byl mexický fotbalový brankář. Zemřel 30. ledna 2019 ve věku 58 let na infarkt myokardu.

## Fotbalová kariéra
V mexické lize chytal za Club Atlético Zacatepec, Cruz Azul, Club Puebla a Toros Neza. Nastoupil ve více než 500 ligových utkáních. V roce 1990 získal s týmem Club Puebla mistrovský titul. Za reprezentaci Mexika nastoupil v letech 1983–1991 ve 48 utkáních. Byl členem mexické reprezentace na Mistrovství světa ve fotbale 1986, nastoupil ve všech 5 utkáních.

## Ligová bilance
| Ročník                  | Zápasy | Góly | Klub                    |
| ----------------------- | ------ | ---- | ----------------------- |
| 1. mexická liga 1980/81 | 1      | 0    | Club Atlético Zacatepec |
| 1. mexická liga 1981/82 | 38     | 0    | Club Atlético Zacatepec |
| 1. mexická liga 1982/83 | 37     | 0    | Club Atlético Zacatepec |
| 1. mexická liga 1984/85 | 29     | 0    | Cruz Azul               |
| 1. mexická liga 1985/86 | –      | –    | Cruz Azul               |
| 1. mexická liga 1986/87 | 32     | 0    | Cruz Azul               |
| 1. mexická liga 1987/88 | 30     | 0    | Cruz Azul               |
| 1. mexická liga 1988/89 | 33     | 0    | Cruz Azul               |
| 1. mexická liga 1989/90 | 37     | 0    | Club Puebla             |
| 1. mexická liga 1990/91 | 38     | 0    | Club Puebla             |
| 1. mexická liga 1991/92 | 38     | 0    | Club Puebla             |
| 1. mexická liga 1992/93 | 33     | 0    | Club Puebla             |
| 1. mexická liga 1993/94 | 37     | 0    | Club Puebla             |
| 1. mexická liga 1994/95 | 35     | 0    | Toros Neza              |
| 1. mexická liga 1995/96 | 31     | 0    | Toros Neza              |
| 1. mexická liga 1996/97 | 27     | 0    | Toros Neza              |
| 1. mexická liga 1997/98 | 17     | 0    | Toros Neza              |
| 1. mexická liga 1998/99 | 3      | 0    | Toros Neza              |
| CELKEM 1. liga          | –      | 0    |                         |